# Main d'Acier

Main d'Acier (anglais : The Steel Claw, « La Griffe d'acier ») est une série de bande dessinée britannique créée par le scénariste Ken Bulmer (remplacé par Tom Tully après trois épisodes) et le dessinateur espagnol Jesús Blasco, et publiée à partir d'octobre 1962 à octobre 1973 dans l'hebdomadaire pour garçons Valiant. Différents auteurs ont succédé à Blasco.
Cette bande dessinée fantastique et policière a pour héros Louis Crandell, un chercheur britannique qui perd sa main et acquiert le pouvoir d'invisibilité après une expérience ratée. D'abord présenté comme un super-méchant cherchant à détruire New York, Crandell redevient rapidement un personnage positif. Au fil des épisodes, il lutte avec son équipe pour défendre la justice, tout en acquérant de plus en plus de pouvoirs, dans la tradition des bandes dessinées de super-héros.
Immensément populaire au Royaume-Uni, Main d'Acier a été adaptée en roman dans les années 1960 et traduite vers de nombreuses langues, notamment en Inde, où Main d'Acier est devenu l'un des héros les plus populaires. La série a également été diffusée par Quality Comics aux États-Unis dans la deuxième moitié des années 1980, avec quelques planches inédites faisant où Crandell (renommé Randell) un agent secret vieillissant réfléchissant sur sa carrière de criminel.
Repris ponctuellement dans la presse dessinée britannique après 1973, le personnage de Main d'Acier apparaît notamment aux côtés de divers autres héros (Janus Stark, Captain Hurricane, Archie le robot, King Kong le robot...) dans la mini-série chapeauté par Alan Moore Albion (en) (2005-2006), écrite par Leah Moore et John Reppion et dessinée par Shane Oakley et George Freeman.

## Le personnage
Louis Crandell est l'aide d'un scientifique, le professeur Barringer, lorsqu'un accident de laboratoire lui fait perdre sa main droite. Il utilise une prothèse en métal pour substituer son membre perdu. 
En testant un nouveau rayon, un autre accident de laboratoire se produit. Dès lors, toute décharge électrique à la propriété de le rendre invisible pendant une période limitée, à l'exception de sa main artificielle.
Crandell commence par utiliser son nouveau don pour voler et devient un criminel. En réalité, l'accident de laboratoire a altéré sa personnalité, faisant de lui un bandit.
Guéri, il rejoint La Brigade de l'Ombre, agence secrète britannique de service et d'espionnage. Sa main d'acier est équipée de nombreuses armes et d'outils dans chaque doigt (Magnum 357, foreuse, disque diamant...).  Aidé de son invisibilité, Louis Crandell lutte contre divers génies criminels et l'organisation connue sous le nom de F.E.A.R. (Fédération pour l'Extorsion, l'Assassinat et la Rébellion).
Après son départ de la Brigade de l'Ombre, Louis Crandell enterre pendant un temps son équipement et devient détective. Mais traqué par des extra-terrestres, il doit de nouveau faire appel à sa main d'acier. Modifiée par le professeur Barringer, elle est désormais commandée à distance.
Par la suite, ses aventures le conduisent en Amérique Du sud, où il continuerait à combattre le crime.

## Les Revues
- Main d'Acier : 48 numéros de juin 1968 à mai 1980 chez l'éditeur Gemini.
- Main d'Acier (Collection) : 14 numéros de juin 1975 à juillet 1977 chez l'éditeur Chapelle.